# Calle de Cabestreros

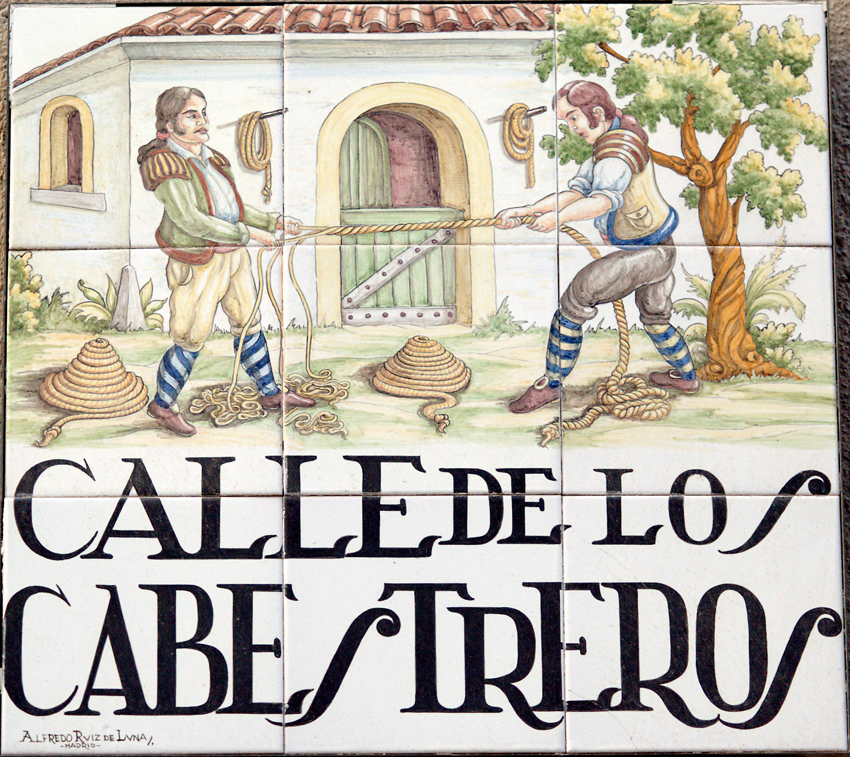
Calle de los Cabestreros en Madrid. Callejero de azulejos del ceramista Ruiz de Luna.

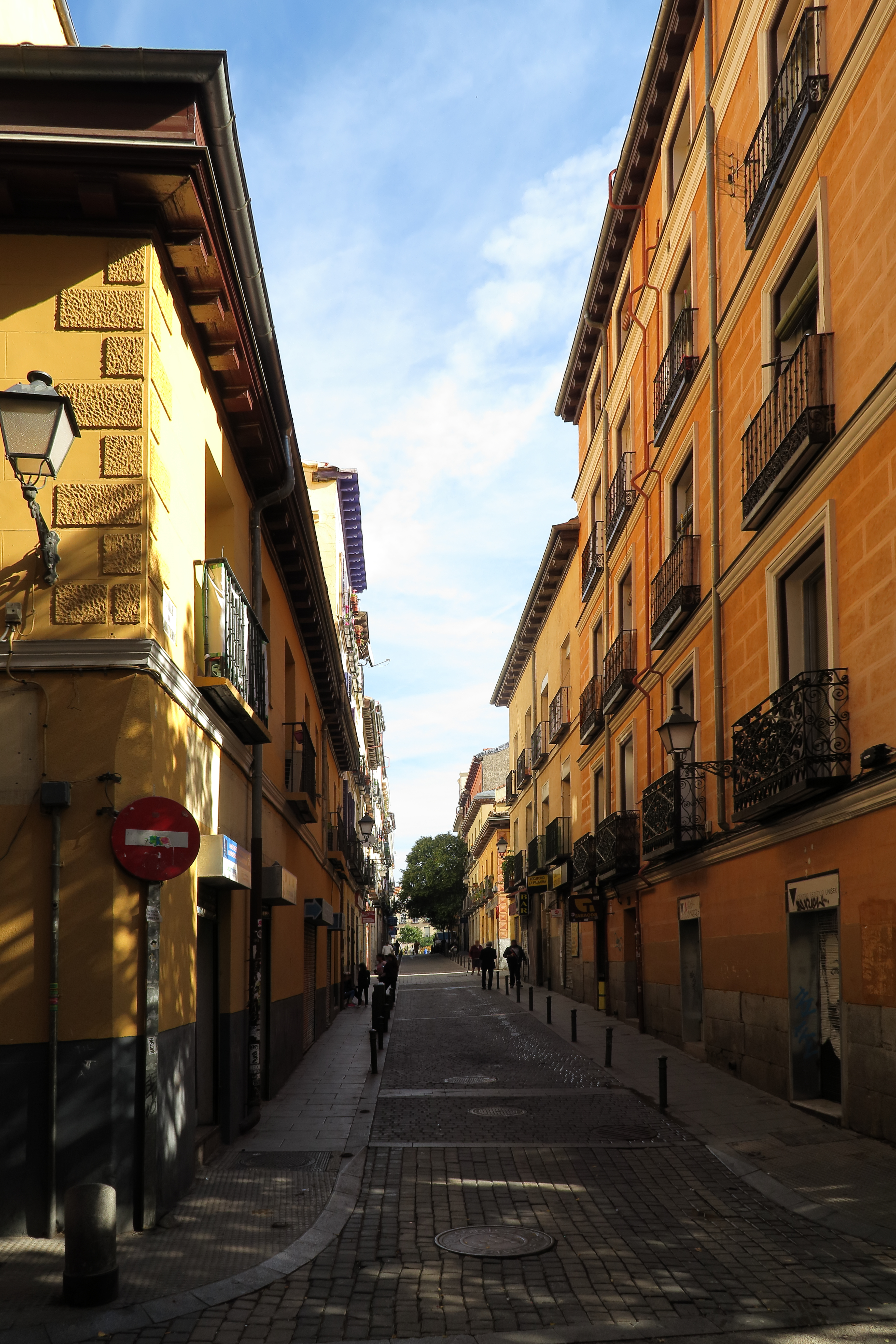
Calle de Cabestreros, desde calle de Embajadores (en 2016)

La calle de Cabestreros, es una vía del barrio de Embajadores en el distrito Centro de Madrid. Desciende desde la calle del Mesón de Paredes hasta Embajadores, en el barrio de Lavapiés. Incluye en su trazado un callejón conocido como la Travesía de Cabestreros (que en los planos antiguos aparece como travesía de San Juan). Ambas denominaciones hacen referencia al establecimiento en esta calle y las aledañas del gremio artesano de cordeleros de cáñamo fabricantes de ramales y atalajes para los cabestros de las caballerías.

## Historia
Relata Pedro de Répide que el gremio de cabestreros de Madrid compró en esta barriada terrenos para hacerle a su patrón, san Antonio Abad, una capilla en la primitiva iglesia de San Cayetano. En ese mismo contexto de advocaciones y feligresías, celebraban los gitanos de la zona su romería de san Antón, llevando sus mulas enjaezadas a recibir la cebada bendita en un altar portátil que se colocaba a la puerta del mencionado templo. Hacían también procesión con representación de las tentaciones que tuvo el santo anacoreta en el desierto, llevando la imagen de Antón por la calle de Embajadores hasta el Rastro, donde estaban los corrales y cochineras del ganado de cerda, y regresando luego al ferial de Cabestreros para la función de pólvora, el baile y las libaciones. Posteriormente, los cordeleros se trasladarían a otros barrios de la Villa y en especial a la calle de Toledo donde al comienzo del siglo XXI aún se conservaban algunos comercios relacionados con este oficio.

### Manolería, copla y sainete
Con cierto protagonismo, compartido con otras antiguas calles de Lavapiés, la calle de Cabestreros aparece acompañando ese amplio conjunto de manifestaciones que desde la literatura, la música y el folclore han grabado la memoria de -dicho con palabras de Mesonero- "las clases más humildes de nuestra población matritense, adoctrinándola con su ingenio y travesura, despertando su natural sagacidad, su desenfado y arrogancia, fueron parte a formar en los Manolos madrileños un carácter marcado, un tipo original y especialísimo, aunque compuesto de la gracia y de la jactancia andaluzas, de la viveza valenciana y de la seriedad y entonamiento castellanos".
Entre los documentos que aporta el tesoro de la historia del sainete y la zarzuela, puede recordarse aquí la escena de aquella "cupletista castiza" que canta ante los clientes de un merendero versos como estos:

"Yo he nacido en Ministriles,
bautizada en Maravillas,
me he criado en Cabestreros
y me he educao en las Vistillas
Y por eso como veis,
yo soy madrileña
de la cabeza a los pies".
La boda de Cayetana (1915), zarzuela de Torres del Álamo y Asenjo

### Patrimonio
Testimonio de ese pasado castizo es la corrala que se conserva entre esta calle y la calle del Oso, y en una de cuyas fincas tuvo casa y taller el arquitecto Pedro de Ribera, discípulo de Churriguera, y autor de obras que han conformado la iconografía madrileña de majos y romeros como la Ermita de la Virgen del Puerto (Madrid). Un estudio de un colectivo profesional de recuperación del patrimonio madrileño señalaba en 2015 que "aunque registralmente estén segregadas ambas fincas, histórica y constructivamente forman unidad y muestran elementos comunes en continuidad, como los propios informes municipales reconocen. Al ser una finca cuya entrada de carruajes al patio, situado en cota más baja que la calle del Oso, debía hacerse precisamente por la calle de Cabestreros, el conjunto de las dos fincas actuales cobra especial relevancia y debería tratarse con sumo cuidado, e incluso debería revisarse al alza el valor estructural asignado a la casa de Oso, 19, que guarda su configuración original, portada de piedra labrada en puntas de diamante, portalón y escalera, y patio característico con galerías de madera".

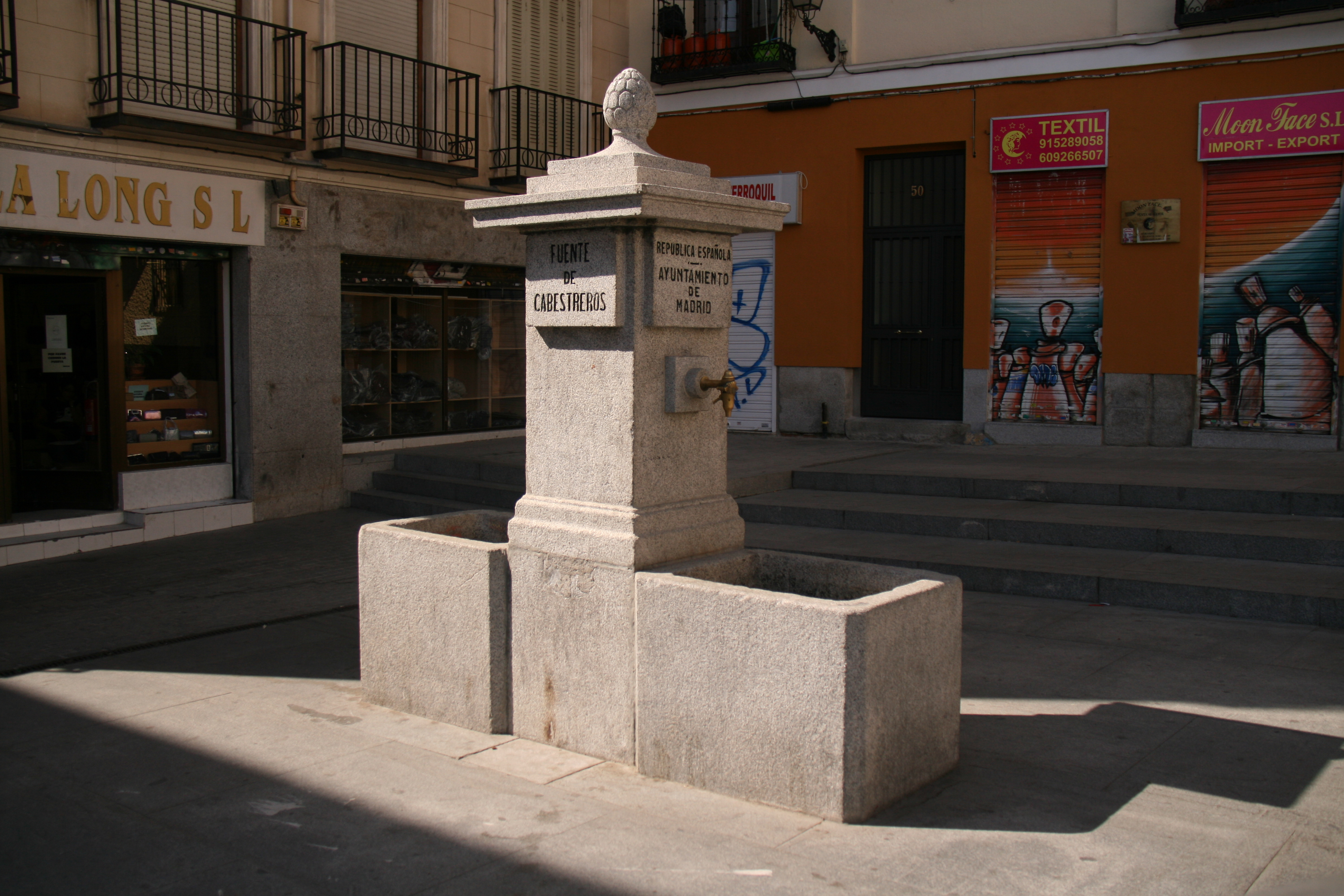
Fuente de Cabestreros.

### Plaza de Nelson Mandela
A comienzos del siglo xxi, tras ser demolidos los restos del convento de Santa Catalina (instalado en 1824 en el antiguo Palacio de los Condes de Torres, edificio propiedad del duque de Medinaceli). se creó un espacio urbano junto a la republicana fuente de Cabestreros, frente a la embocadura de la calle de los Cabestreros en su intersección con Mesón de Paredes. La nueva plaza tomó durante unos años el nombre de plaza de Cabestreros, hasta que en enero de 2014, el pleno del Ayuntamiento madrileño aprobó por unanimidad otorgar el nombre de ese espacio al líder sudafricano Nelson Mandela.